# Dirphia catarinensis
Dirphia catarinensis är en fjärilsart som beskrevs av Lemaire 1975. Dirphia catarinensis ingår i släktet Dirphia och familjen påfågelsspinnare. Inga underarter finns listade i Catalogue of Life.